# Fortuna (ort i Argentina)
Fortuna är en ort i Argentina.   Den ligger i provinsen San Luis, i den centrala delen av landet, 600 km väster om huvudstaden Buenos Aires. Fortuna ligger 336 meter över havet och antalet invånare är 827.
Terrängen runt Fortuna är platt, och sluttar österut. Trakten runt Fortuna är nära nog obefolkad, med mindre än två invånare per kvadratkilometer.. Närmaste större samhälle är Nueva Galia, 11,8 km öster om Fortuna.
Omgivningarna runt Fortuna är i huvudsak ett öppet busklandskap.